# Merliida
Merliida is een orde van sponsdieren uit de klasse van de Demospongiae (gewone sponzen).

## Familie
- Hamacanthidae Gray, 1872
- Merliidae Kirkpatrick, 1908